# Cortijo de El Marrufo
El Cortijo de El Marrufo es un cortijo situado en el término municipal de Jerez de la Frontera donde está la mayor fosa común de la guerra civil española en la provincia de Cádiz.
Actualmente se están desarrollando actividades para abrirlo al turismo rural

## Enclave
Está dentro del parque natural de los Alcornocales, entre el Puerto de Gáliz, La Sauceda y Jimena de la Frontera.

## Sucesos

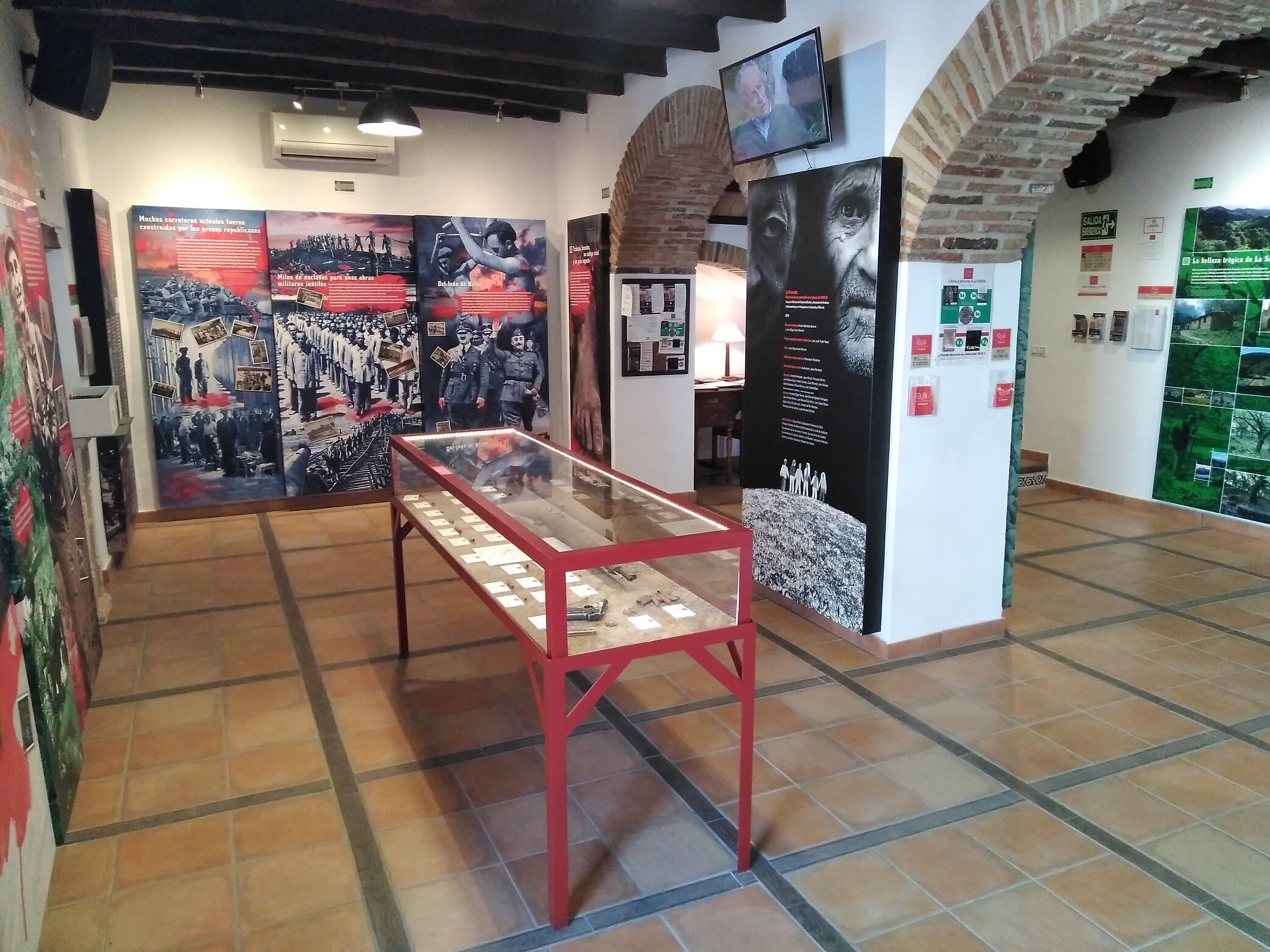
Interior de la Casa de la Memoria La Sauceda

Al principio de la guerra civil española al cortijo llegaron republicanos que huían de toda la campiña de Jerez y parte de la sierra de Cádiz en su intento de llegar a la provincia de Málaga (pues el cortijo es el paso natural hacia ella). Sin embargo, al no poder llegar allí, se establecieron en el lugar y organizaron una encarnizada resistencia a los asaltos de los rebeldes, que tenían la zona (última en el sur de Andalucía que se mantenía fiel a la República) cercada.
Hicieron falta 3 bombardeos masivos para que los campesinos abandonaran el pueblo ya destruido, momento en el que fueron capturados por tropas de Falange y voluntarios de las Milicias al mando del teniente de la Guardia Civil de Ubrique, José Robles, quien convirtió la finca de El Marrufo en un centro de tortura. El ejército rebelde realizó una represión especialmente sangrienta con ellos (violaciones y fusilamientos masivos incluidos a mujeres y a niños).

## Recuperación de la memoria

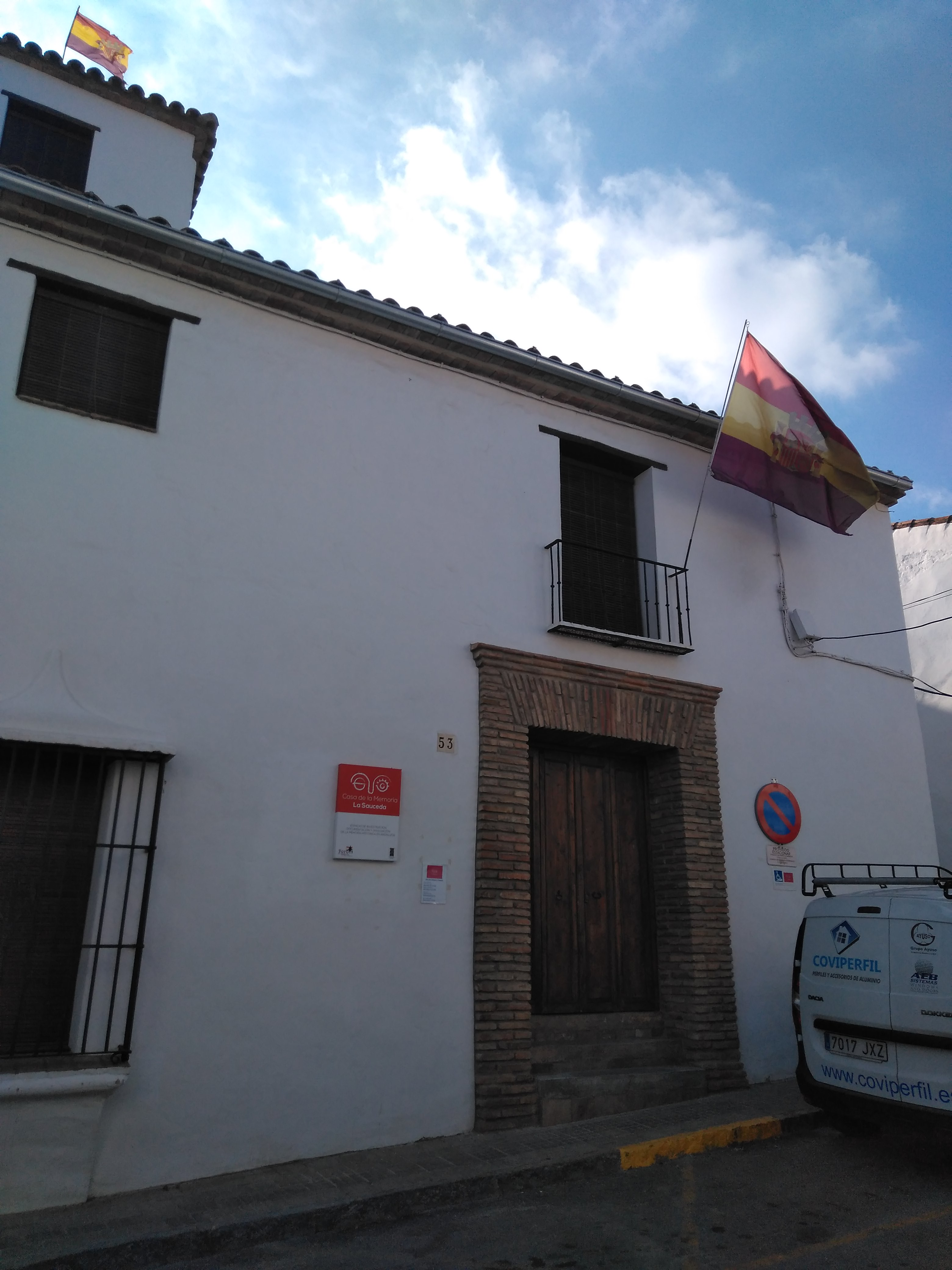
Casa de la Memoria La Sauceda

Tras acabarse los fondos estatales para la exhumación de cuerpos, esta está siguiendo adelante gracias a la aportación de un particular.
Los restos que se han exhumando se han enterrado en el cementerio de La Sauceda, rehabilitado en 2012.
El doctor en Historia Fernando Sigler está liderando las acciones de recuperación de la memoria. Existen pocos datos escritos de los sucesos, destacando el que realizó el cura de la pedanía jerezana del Mimbral (ahora bajo las aguas del pantano de Guadalcacín). Registró las defunciones de los desaparecidos de su feligresía fusilados en la finca y alrededores (52 personas).
En Jimena de la Frontera está la Casa de la Memoria La Sauceda en honor a los sucesos acontecidos.